# Агартете
Агартете - плато в районі озера Балатон, приурочене до краю горсту Баконського Лісу (Угорщина). Діаметр 5 км, складено базальтами. У південній та східній частинах грабену розміщуються групи невеликих базальтових вулканів.